# Carolina Nairne
Carolina Oliphant Nairne (nota anche come Baronessa Nairn nella nobiltà di Scozia e Baronessa Keith in quella del Regno Unito; 16 agosto 1766 – 26 ottobre 1845) è stata una compositrice scozzese.
Molte delle sue canzoni sono tutt'oggi popolari, come Will ye no' come back again?, Charlie is my Darling, The Rowan Tree e Wi 'a Hundred Pipers'.

## Biografia
Carolina Oliphant era la quarta dei sette figli di Laurence Oliphant (1724-1792), laird di Gask, e di sua moglie Margaret Robertson (1739-774), primogenita di Duncan Robertson di Struan, capo del clan Donnachie, che combatté a fianco dei giacobiti nei moti del 1715 e del '45. Anche suo padre era un fedele giacobita e le fu dato il nome Carolina in memoria del principe Carlo Edoardo Stuart.
In seguito al fallimento della rivolta giacobita del 1745 la famiglia Oliphant, insieme ai Robertson e ai Nairne, fu accusata di alto tradimento, esiliata in Francia, e le loro proprietà sequestrate. Gli esuli rimasero in Francia per diciannove anni, durante i quali i genitori di Carolina si sposarono a Versailles nel 1755. Il governo permise poi ai parenti della famiglia di riacquistare parte della tenuta di Gask e la coppia tornò in Scozia due anni prima della nascita di Carolina. I suoi genitori erano cugini ed entrambi nipoti di Lord Nairne, che aveva comandato la seconda linea dell'esercito giacobita nella battaglia di Prestonpans nel 1745. Nonostante fosse stato condannato a morte l'anno successivo, riuscì a fuggire in Francia, dove rimase in esilio fino alla sua morte avvenuta nel 1770.
L'educazione di Carolina e dei suoi fratelli rifletteva la fedeltà giacobita del padre e le loro vite quotidiane erano piene di ricordi che consideravano gli Stewart i legittimi eredi al trono. Fu assunta una governante per garantire che le ragazze avessero una "istruzione completa che comprendesse musica e arte" e che non parlassero in un marcato dialetto scozzese, poiché il padre lo considerava poco femminile. Le lezioni generali erano fornite da un ministro locale, in quanto i libri di preghiera per bambini censuravano i nomi del sovrano di Hannover in favore di quelli degli Stewart, e vennero assunti anche insegnanti di musica e danza. Carolina imparò a dipingere e divenne una musicista esperta soprattutto riguardo alle canzoni tradizionali.
Fu promessa in sposa a William Murray Nairne, che divenne il quinto Lord Nairne nel 1824. La coppia si sposò il 2 giugno 1806 e si stabilì a Edimburgo, dove due anni dopo nacque il loro unico figlio William Murray Nairne (1808-1837). Dopo la morte del marito sopraggiunta nel 1830, Lady Nairne visse con suo figlio in Irlanda e nel continente sperando in un clima più favorevole per il bambino che era cagionevole, tuttavia il giovane morì a Bruxelles nel dicembre 1837 e a quel punto Nairne tornò a Gask. In seguito a un ictus la sua salute peggiorò e morì il 26 ottobre 1845. Fu sepolta nella cappella di famiglia.

## Le canzoni
Nairne iniziò a scrivere canzoni poco dopo la morte di suo padre avvenuta nel 1792. Insieme al cantautore e poeta scozzese Robert Burns compose una canzone nazionale per la Scozia, per quanto non si fossero mai incontrati. Entrambi vennero influenzati dalla storia giacobita. Nairne sapeva leggere la musica e suonare il clavicembalo, il ché le permise di contribuire con alcune delle sue melodie. Tre brani a lei accreditati sono quelli di Will Ye No Come Back Again, The Rowan Tree e The Auld House. È quasi certo che siano stati scritti da lei, poiché non sono state trovate versioni stampate precedentemente.
Quella che probabilmente fu la sua prima composizione, ovvero The Pleughman ("L'aratore"), potrebbe essere stato un tributo a Burns. Le canzoni di Nairne vennero incluse dall'editore Robert Purdie in una raccolta di arie nazionali, ma nessuna di esse le fu attribuita ufficialmente. La raccolta fu pubblicata in sei volumi con il titolo The Scottish Minstrel dal 1821 al 1824, con musica curata da Robert Archibald Smith.
La maggior parte delle canzoni di Nairne furono scritte prima del suo matrimonio. Ultimò la sua ultima canzone Would Ye Be Young Again? all'età di 75 anni, aggiungendo una nota nel manoscritto che forse rivela molto del suo atteggiamento nei confronti della vita: "La sete del disgraziato morente nel deserto è nulla rispetto allo struggimento per voci che sono cessate per sempre!" In effetti, le sue canzoni spesso si concentrano sul dolore, su ciò che non può esserci più e romanticizzano lo stile di vita tradizionale scozzese.

## Anonimato
Nairne acquisì popolarità solo dopo la sua morte, quando venne pubblicata postuma la canzone Lays from Strathearn (1846). Si ritiene che fosse preoccupata del fatto che la sua vita potesse essere messa a repentaglio se tutti avessero appreso che fosse una donna. Ciò spiegherebbe perché cambiò il suo pseudonimo da "signora Bogan di Bogan" a "BB" quando inviava i suoi contributi al The Scottish Minstrel e perché camuffava la sua calligrafia. In un'occasione, sollecitata dal suo editore Purdie che voleva incontrare la sua miglior collaboratrice, si presentò travestita da un'anziana gentildonna di campagna, riuscendo a convincere Purdie che non fosse autrice delle canzoni, ma che le raccogliesse da semplici contadini. Tuttavia, l'intero comitato editoriale del Minstrel, costituito da sole donne, era a conoscenza della sua identità. Nairne condivise il suo segreto con pochissimi uomini, e tra questi non vi fu nemmeno suo marito.